# Hydromys neobritannicus
Hydromys neobritannicus é uma espécie de roedor da família Muridae.
Apenas pode ser encontrada na Papua-Nova Guiné.
Está ameaçada por perda de habitat.